# 나치 독일에서의 대량 자살

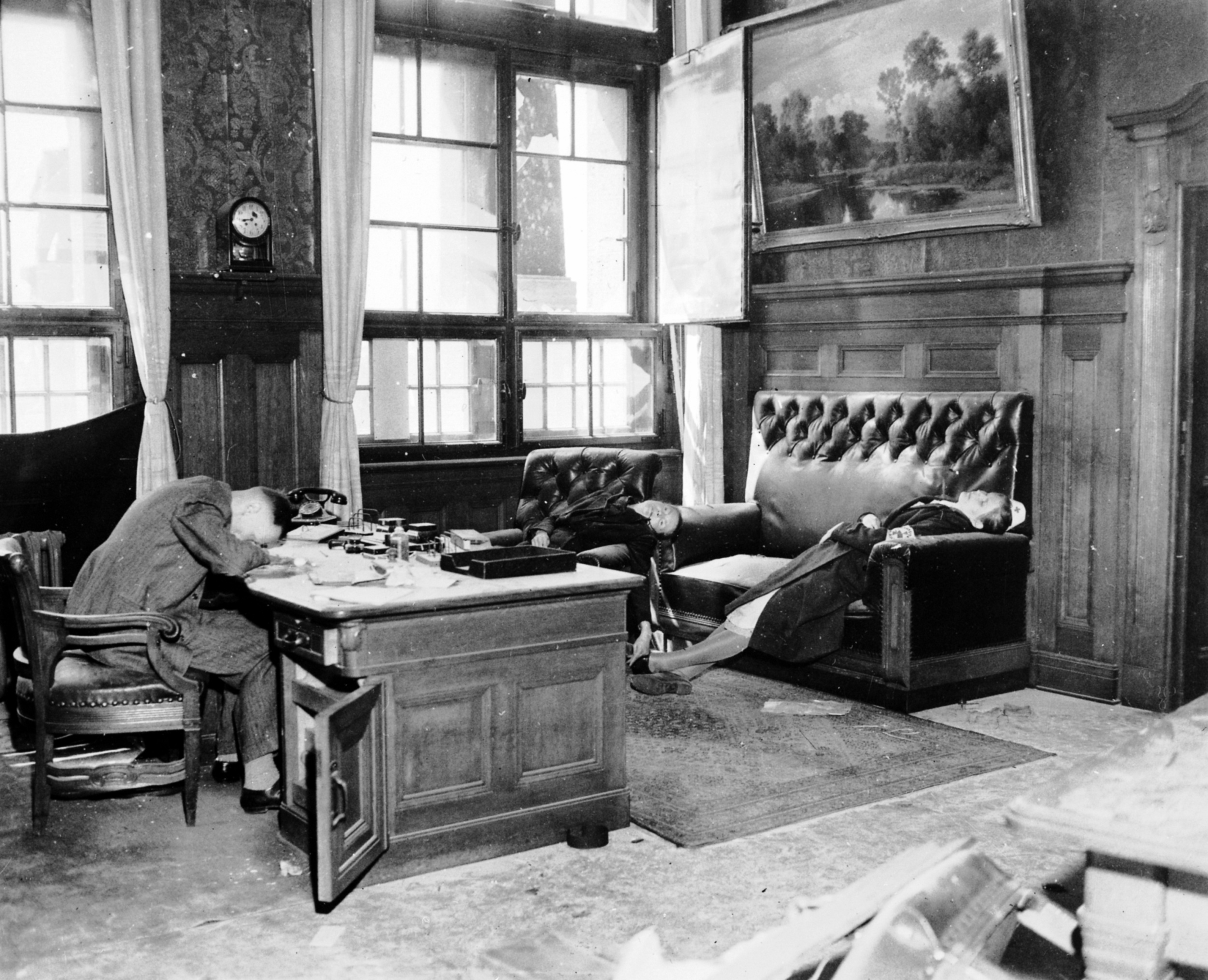
1945년 4월 20일 미군이 도심에 입성할 때 라이프치히에서 자살한 라이프치히 부시장과 그의 아내, 그리고 딸이 촬영된 사진.

나치 독일의 붕괴와 유럽에서의 제2차 세계 대전 종전이 되기 직전 몇 주 동안, 독일 본토와 독일군이 점령한 유럽 전역의 많은 민간인, 정부 관료, 군인들이 대량으로 자살했다. 아돌프 히틀러, 요제프 괴벨스, 하인리히 힘러, 필리프 보울러 등과 같은 나치 독일의 고위 관료 외에도 많은 사람들이 독일의 패배를 받아들이는 것 대신 자살을 선택했다. 이러한 자살의 원인에는 연합군, 그 중에서도 특히 소비에트 연방의 붉은 군대의 보복과 잔혹 행위에 대한 두려움, 패배보다 자살이 더 영웅적이라는 분위기를 조성한 나치당의 선전, 아돌프 히틀러의 자살 이후 독일인들이 느낀 낙담 등이 있었다. 이러한 대량 자살의 대표적인 예시로는 1945년 4월 붉은 군대가 독일 본토의 데민(Demmin)에서 붉은 군대가 진입하기 직전 최대 1천 명에 달하는 사람들이 자살한 것과, 1945년 베를린에서 7천 건 이상의 자살이 보고된 것 등이 있다.
독일인들이 자살을 선택한 기간은 1945년 1월부터 5월까지였다. 《라이프》 잡지는 "전쟁의 마지막 시기 완전한 패배에 대한 압도적인 결과는 많은 독일인들에게 너무나 큰 영향을 주었다. 그들에게 권력을 주었던 총검과 허세를 벗어던진 그들은 정복자, 혹은 양심에 떳떳하게 마주할 수 없었다."고 보도했다. 독일의 정신과 의사인 에리히 메닝거-레흐헨탈(Erich Menninger-Lerchenthal)은 "유럽 역사상 이전에는 일어나지 않았던 대규모의 조직적 집단 자살이 있었다 [...] 정신 질환이나 도덕적, 지적 능력 정도와 아무런 관련이 없고 주로 심각한 정치적 패배의 연속성을 책임져야 한다는 두려움과 관련이 있는 자살이다."고 말했다.

## 개요

### 원인
일부 독일인들이 전쟁의 마지막 몇 달 동안 자살하기로 결정한 데에는 몇 가지 이유가 있었다. 첫 번째로, 1945년까지 나치당의 선전은 일부 계층의 사람들에게 소비에트 연방이나 서방 연합군이 독일 본토에 임박한 군사 침공에 대한 두려움을 조성했으며, 대중계몽선전국가부는 독일이 항복해서는 안 되는 이유를 설명하면서 패배하면 고문, 강간, 죽음의 위협에 직면하게 될 것이라고 주장했고, 이는 근거가 완전히 없지는 않았다. 많은 독일인들이 주로 붉은 군대에게 강간당했으며, 강간 사건의 수에는 논란의 여지가 있지만, 대부분의 역사학자들에게 따르면 수십만 건에 달하는 상당한 사건이 발생했다.
두 번째로, 많은 나치당원들은 당에 대한 의심할 여지 없는 충정심과 패배한다면 사는 것보다 차라리 죽음을 선택하라는 당의 문화적 이념에 세뇌되었다. 세 번째로, 나치당의 주요 관료들은 항복 이후 자신에게 어떤 일이 일어날지 예상하고 자살했다. 소비에트 연방, 미국, 영국은 1943년 모스크바 선언을 통해 전범으로 간주되는 모든 사람에 대해 심판할 것이라고 분명히 했으며, 따라서 많은 당 간부들과 군인들은 전쟁 중 자신의 행동에 대해 엄중한 처벌을 받을 것이라는 사실을 인지하고 있었다.
대량 자살은 크게 세 차례에 걸쳐 발생했다.
- 1번째는 1945년 1월 초 소련군이 독일군을 동프로이센과 실레시아로 몰아낸 이후 발생했다.
- 2번째는 4월과 5월에 수많은 나치당 간부들과 고위 사령관들이 자살하면서 발생했다. 베를린에서 자살은 1945년 4월 베를린 전투 도중 3,881명이 자살하면서 최고치에 도달했다. 이 단계에서 아돌프 히틀러와 요제프 괴벨스가 각각의 아내와 함께 목숨을 끊었다. 또한 마그다 괴벨스는 6명의 자녀들을 사이안화물을 주어 함께 자살하도록 했다.
- 마지막은 연합군이 독일을 점령한 이후, 주로 붉은 군대가 점령한 지역에서 발생했으며, 이는 소련군의 광범위한 강간과 약탈의 영향에도 영향을 받았다.

대량 자살의 규모는 두려움과 불안이 일반적인 동기였음을 시사하며, 어머니와 아버지가 자신들과 자녀를 죽이는 가족 집단 자살이나 살인 자살이 많았다.

### 방법

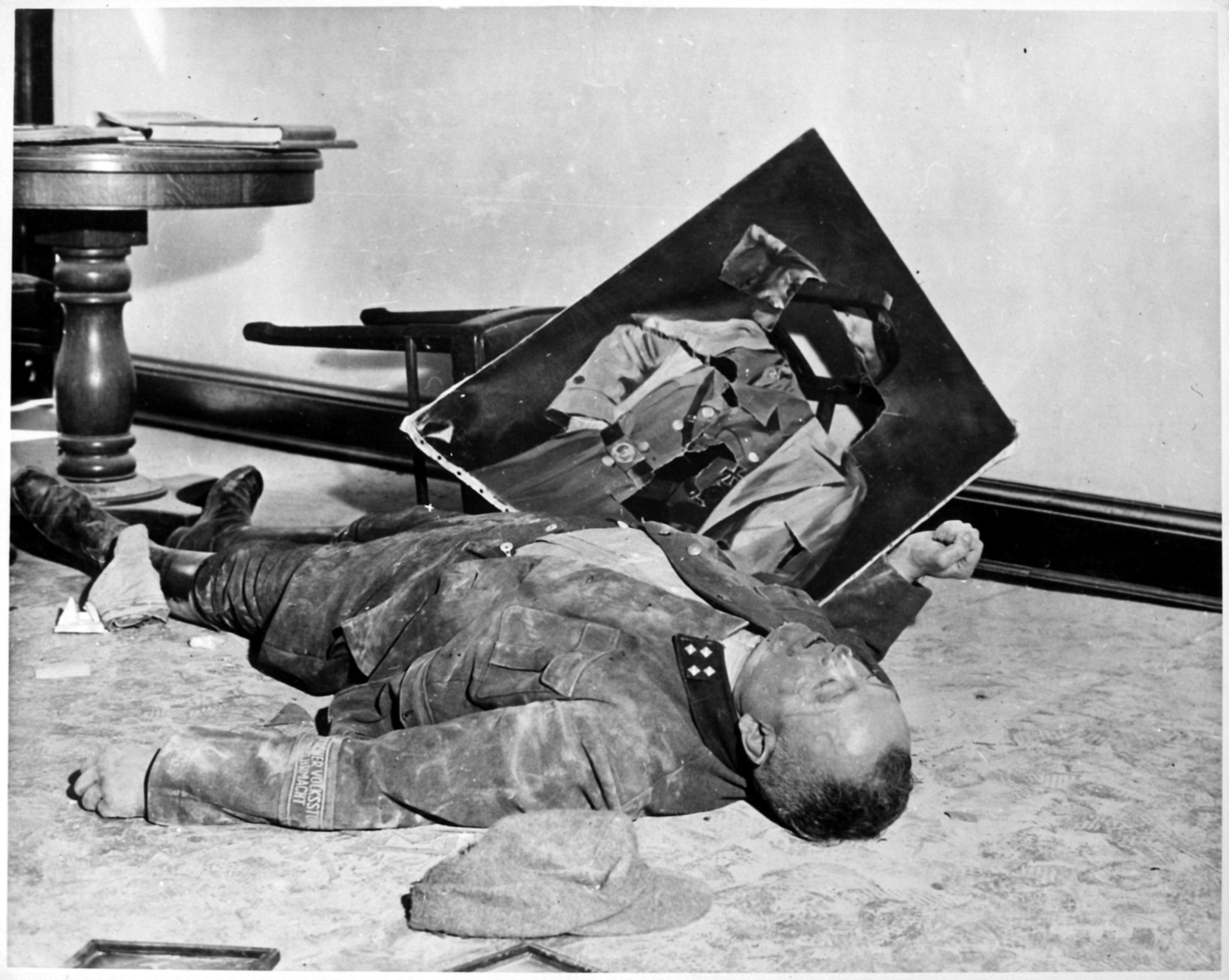
아돌프 히틀러의 찢어진 초상화 옆에 놓여 있는 국민돌격대원 대대지도자(Bataillonsführer) 발터 되니케(Walter Dönicke)의 시신. 되니케는 미군이 도착하기 직전 라이프치히에서 1945년 4월 19일에 자살했다.

1945년 3월, 페리위그 작전의 일환으로 영국은 가상의 반나치 "적마"(Red Horse) 저항 운동이 있다고 추정하고 독일어로 된 검은색 선전 엽서를 발행했으며, 최소한의 고통으로 목을 매달아 자살하는 방법에 대한 자세한 지침을 제공했다. 이 엽서의 공표된 목표는 고의 나치당 관료들을 처형하는 것이었다. 독일 국민들 사이에서 이 목표에 더 많은 관심을 끌기 위해 요원들은 다양한 건물이나 물건에 적마의 상징이 담긴 엽서를 붙이도록 명령받았고, 이 엽서에는 위협적인 내용을 담아 저명한 독일인들에게 보냈다. 이를 받은 나치당 고위 관료들에게 영국이 원했던 것은, 저항군에 의해 제거되는 것보다 자살이 더 명예로운 일이라는 것을 믿게 했던 것이었다.
시안화물 알약은 전쟁의 마지막 날에 사람들이 가장 많이 사용한 자살 방법 중 하나였다. 1945년 4월 12일, 히틀러 청소년단은 베를린 필하모니 공연 이후 청중들에게 시안화물 알약을 나눠주었으며, 히틀러는 퓌러엄폐호에서 자살하기 직전 모든 직원들에게 독극물 알약을 제공했다.

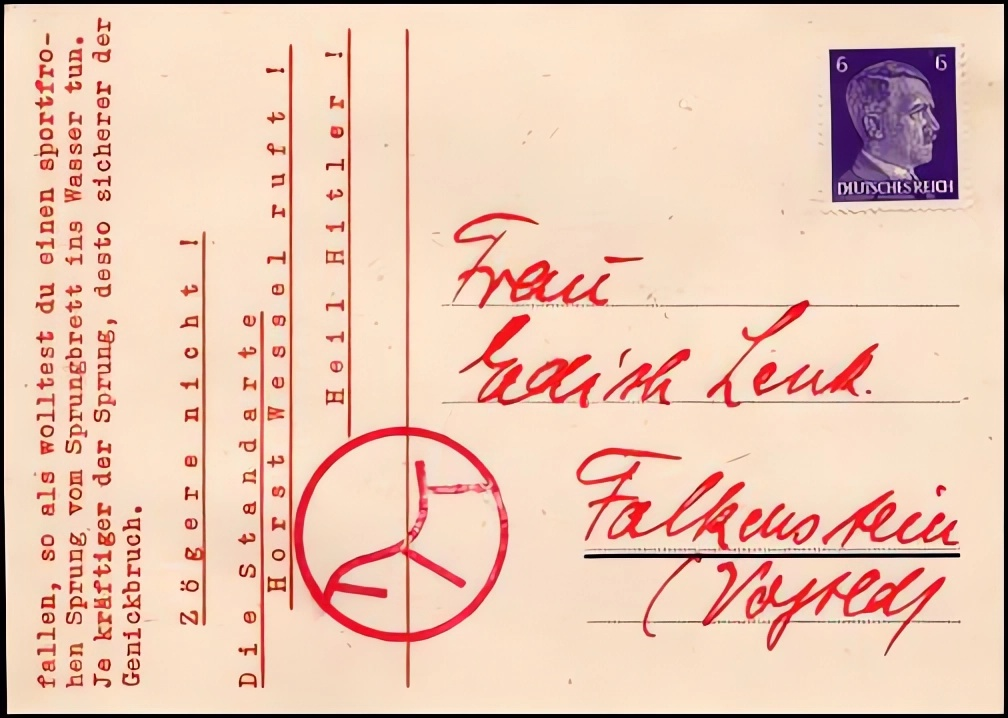
페리위그 작전의 엽서에서 받은 이의 자살을 촉구하는 내용.

많은 독일 민간인들이 곧 붉은 군대가 침략한 지역에서 자신과 가족을 목매어 자살하기 위해 숲으로 들어가거나 독극물을 사용하여 자살했다. 부모가 자살하기 전에 자녀를 죽인 사례도 많이 기록되어 있다.
국방군 구성원들은 종종 화기를 사용하여 목숨을 끊었다. 예를 들어, 상급집단지도자(SS-Obergruppenführer) 에른스트로베르트 그라비츠는 아이에르한트그라나테(Eierhandgranate)로 자신과 가족을 죽였고, 국방군 지도자 빌헬름 부르크도르프와 한스 크렙스는 권총으로 머리를 쏘았으며, 독일이 점령한 노르웨이 국가판무관부의 국가판무관 요제프 테르보펜은 벙커에서 50 kg (110 lb)의 다이너마이트를 폭발시켜 자살했다.

### 지역별 자살 건수
1945년 베를린에서는 7,057건 이상의 자살이 보고되었지만, 전후 혼란으로 인해 많은 자살이 공식적으로 집계되지 않은 것으로 여겨진다. 그 외 지역에서 자살이 발생한 곳은 다음과 같다:
- 노이브란덴부르크: 600건 이상[15]
- 부르크 슈타르가르트(Burg Stargard): 120건[15]
- 노이스트렐리츠(Neustrelitz): 681건[15]
- 펜츨린(Penzlin): 230건[15]
- 테신(Tessin): 107건[15]
- 피첸(Vietzen)와 레힐린(Rechlin): 뮈리츠 호수(Müritz)에서 익사를 통한 집단 자살[15]
- 테테보르(Teterow), 귀스트로브(Güstrow), 로스토크, 바트도베란: 각각 수백 건의 자살[15]
- 말힌(Malchin) 500건 이상의 자살, 집단 매장[15]
- 쇤을랑케(Schönlanke), 현 트르치앙카(Trzcianka): 약 500건[15]
- 슈톨프(Stolp), 현 스웁스크(Słupsk): 약 1,000건[15]
- 라우엔부르크(Lauenburg), 현 렝보르크(Lębork): 약 600건[15]
- 그륀베르크(Grünberg), 현 지엘로나구라(Zielona Góra): 약 500건[15]
- 베를린: 1945년 7,057건 이상[16]

## 국가적 장려
패배를 받아들이는 것 대신 차라리 자살을 하겠다는 의지는 제2차 세계 대전 도중 나치 독일의 핵심 아이디어였다. 아돌프 히틀러는 1939년 폴란드 침공 당시 국회의회에서 한 연설에서 항복 대신 차라리 죽음을 선호한다고 선언하면서 "이제 저는 독일국의 첫 번째 군인이 되고 싶다. 그래서 저는 항상 신성하고 소중했던 튜닉을 입었다. 승리가 우리에게 주어진 후까지 다시는 벗지 않을 것이다. 그렇지 않으면 그 날을 보지 못할 것이다!"라고 말했다.
나치 독일이 전쟁에서 패배할 것이 분명해지자 히틀러와 괴벨스를 포함한 독일의 지도자들은 자살 선택지를 공개적으로 장려했다. 히틀러는 1944년 8월 30일 군사 브리핑에서 "그것은 단지 일부일 뿐이다. 그러면 모든 것에서 구원받고 평온과 영원한 평화를 찾을 수 있다"고 말했다. 나치당의 이념과 당의 많은 지지자들은 국가사회주의의 종말론적 메시지를 공유했고 자신의 삶을 끝내기를 고대했으며, 수년간 나치당의 선전에 노출되면서 많은 독일인들은 자살이 유일한 탈출구라고 생각하게 되었다.
폭력적인 죽음을 미화하는 것은 제1차 세계 대전 이후 나치당의 권력 투쟁과 호르스트 베셀과 같은 나치 활동가들의 조기 사망의 영향을 받았으며, 이전과 마찬가지로 이 대량 자살도 영웅적인 희생으로 여겨졌다. 1945년 2월 28일 라디오 연설에서 괴벨스는 독일이 패배한다면 소 카토가 한 것처럼 "기꺼이 목숨을 내던질 것"이라고 선언했다. 같은 해 3월 28일, 나치 신문 《푈키셔 베오바흐터》는 빌헬름 플레이어(Wilhelm Pleyer)의 "목숨의 위험"이라는 제목의 기사를 게재하여 독일인들에게 죽음을 향해 싸우라고 촉구했다.
자살에 관한 분위기는 나치당이 전쟁 말기에 내무인민위원부와 붉은 군대가 저지른 수많은 소련의 대량 잔혹 행위에 대해 보고하면서 더욱 고조되었다. 1945년 2월 체코 점령지에 배포된 나치 전단지는 독일 독자들에게 "볼셰비키 살인자 무리"에 대해 경고하며 이들의 승리는 "엄청난 증오, 약탈, 굶주림, 목덜미에 총격, 강제 추방, 학살"로 이어질 것이라고 주장했고, 독일 남성들에게 "볼셰비키의 사냥개에 의한 오염과 학살로부터 독일 여성과 소녀들을 구해달라"고 호소했다. 이러한 공포와 "소련 볼셰비키"를 인간 이하의 괴물로 묘사한 것은 동독 지역에서 여러 건의 집단 자살로 이어졌으며, 포메라니아 쇤을랑케에 있는 한 여성 사무원은 "동쪽에서 온 이 야만적인 동물들에 대한 두려움 때문에 많은 쇤을랑케 사람들이 목숨을 끊었다. 이런 식으로 온 가족이 몰살당했다."고 말했다. 소련군의 행동도 많은 영향을 주었는데, 많은 독일인들이 강간을 피하거나 강간당한 것에 대한 부끄러움으로 자살했으며, 또한 폐허가 된 전쟁터에서 거주하면서 우을증 생기거나 심해져서 일어난 자살 사건도 있다.

## 주요 자살

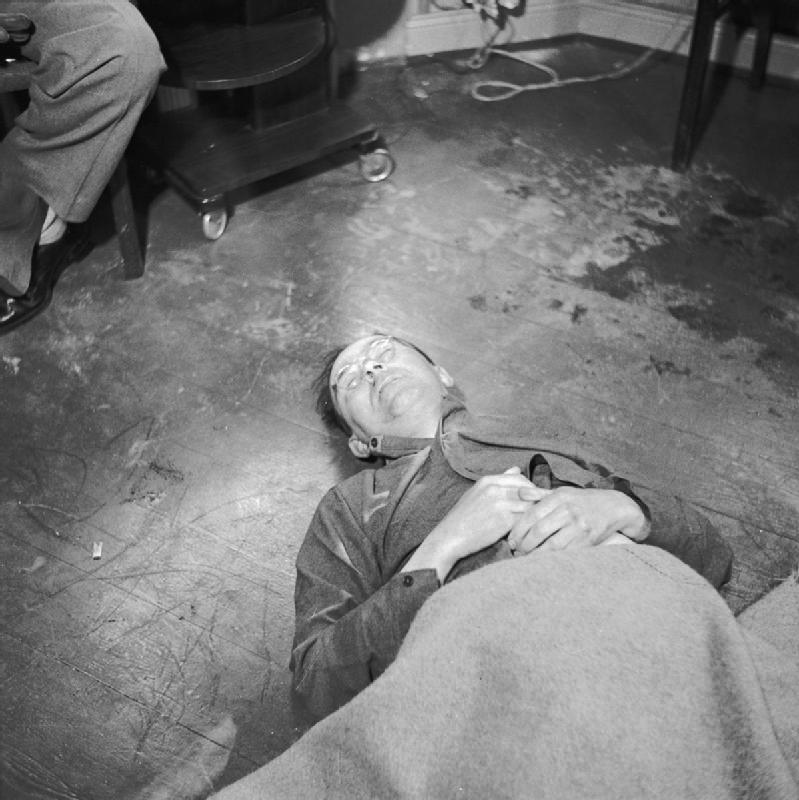
1945년 5월 연합군 구금 중 독살된 하인리히 힘러의 시신.

많은 유명 나치당원, 나치당 추종자, 군대 구성원들이 전쟁 마지막 날에 자살했으며, 나머지 중 일부는 포로가 된 이후에도 스스로 목숨을 끊었다. 이 목록에는 1926년에서 1945년 사이에 직책을 맡았던 나치당 지역 지도자 41명 중 8명, 상급친위대지도자 47명 중 7명, 육군 장군 554명 중 53명, 공군 파일럿 98명 중 14명, 해군 제독 53명 중 11명, 그 외에도 알려지지 않은 수의 하급 관료들이 포함되어 있다.

## 같이 보기
- 반자이 절벽
- 네로 선언
- 수어사이드 절벽

### 참조주
1. 1 2  “Suicides: Nazis go down to defeat in a wave of selbstmord”. 《Life Magazine》. 1945년 5월 14일. 2011년 4월 10일에 확인함.
2. ↑  Buske, Norbert (Hg.): Das Kriegsende in Demmin 1945. Berichte Erinnerungen Dokumente (Landeszentrale für politische Bildung Mecklenburg-Vorpommern. Landeskundliche Hefte), Schwerin 1995, in German (The End of the War in Demmin 1945 - Reports, Reminiscences, Documents). ISBN 3-931185-04-4.
3. 1 2 3  Goeschel page 165
4. ↑  Lowe page 55-61
5. ↑  Ash, Lucy (May 2015). “The rape of Berlin – BBC News”. 《BBC News》 (영국 영어). 2015년 11월 5일에 확인함.
6. ↑  “Silence Broken On Red Army Rapes In Germany”. 《NPR.org》. 2015년 11월 5일에 확인함.
7. ↑  Buske, Norbert (Hg.): Das Kriegsende in Demmin 1945. Berichte Erinnerungen Dokumente (Landeszentrale für politische Bildung Mecklenburg-Vorpommern. Landeskundliche Hefte), Schwerin 1995, in German (The End of the War in Demmin 1945 - Reports, Reminiscences, Documents). ISBN 3-931185-04-4
8. ↑  Goeschel page 164
9. ↑  Goeschel page 163
10. ↑  “H.1321, Hanging Instructions postcard.”. 2020년 11월 9일에 원본 문서에서 보존된 문서. 2011년 9월 11일에 확인함.
11. ↑  Sereny, Gitta (1996). 《Albert Speer: His Battle with Truth》 (영어). Pan Macmillan. 507쪽. ISBN 9780330346979.
12. ↑  Hofmann, Sarah Judith (2015년 5월 5일). “End of WWII: 'Entire families committed suicide'”. 《Deutsche Welle》. 2021년 2월 9일에 확인함.
13. ↑  “In one German town, 1,000 people killed themselves in 72 hours”. www.Timeline.com. 2016년 10월 10일에 원본 문서에서 보존된 문서. 2016년 10월 9일에 확인함.
14. ↑  Goeschel p. 160
15. 1 2 3 4 5 6 7 8 9 10 11 12  Lakotta, Beate (2005년 3월 5일). “Tief vergraben, nicht dran rühren” (독일어). SPON. 2020년 4월 17일에 원본 문서에서 보존된 문서. 2010년 8월 16일에 확인함.
16. ↑  Goeschel p. 160
17. ↑  Goeschel page 8
18. ↑  Goeschel page 150
19. ↑  Goeschel page 151–152
20. 1 2  Bessel page 188
21. ↑  Bessel, Ludtke, Weisbrod pages 78–79
22. 1 2 3  Goeschel page 154
23. 1 2  Goeschel page 157
24. ↑  Goeschel page 158, 162
25. ↑  Goeschel page 153

## 참고 문헌
- Christian Goeschel (2009). 《Suicide in Nazi Germany》. Oxford University Press. ISBN 978-0-19-953256-8.
- Lowe, Keith (2013). 《Savage Continent Europe in the Aftermath of World War Two》. London: Penguin Books Ltd. 55-61쪽. ISBN 9780141034515.
- Richard Bessel, Alf Lüdtke, Bernd Weisbrod. No man's land of violence: extreme wars in the 20th century, Wallstein Verlag 2005, ISBN 3892448256
- Richard Bessel Nazism and War Modern Library 2006
- David R. Beisel "The German Suicide, 1945." The Journal of Psychohistory 34 (2007)